# Montviron

Montviron este o comună în departamentul Manche, Franța. În 1 ianuarie 2018 avea o populație de 340 de locuitori.